# 自凝島神社
自凝島神社（おのころじまじんじゃ）は、兵庫県南あわじ市にある神社。おのころ島神社とも表記される。

## 祭神
- 主祭神 - 伊弉諾命、伊弉冉命
- 合祀神 - 菊理媛命

## 歴史
当社が鎮座する丘が伊弉諾命、伊弉冉命両神による国産み・神産みの舞台となった自凝島であると伝えられている。このことから縁結びや安産などの御利益があるといわれる。
難読であるため境内の石標・案内板や周辺道路の道路標識、道路地図などではもっぱらおのころ島神社という表記が用いられている。なお磤馭盧島神社という表記もあるが、これはほとんど使われていない。
当社西側を流れる三原川には朱色の欄干の「おのころ橋」がかかっている。

## 境内
- 本殿
- 拝殿（神楽殿）
- 鶺鴒（せきれい）石 - この石の上につがいの鶺鴒が止まり、夫婦の契りを交わしている姿を見た伊弉諾命と伊弉冉命は、これによって夫婦の道を開き御子神を生んだという。
- 社務所
- 大鳥居 - 1982年（昭和57年）3月建立。高さ21.7メートルの大きな鳥居がランドマークとなっている。この鳥居は京都府の平安神宮及び広島県の厳島神社と並び「日本三大鳥居」の一つに数えられる。

### 摂・末社
- 八百萬神社 - 祭神：八百萬神（伊弉諾命と伊弉冉命の御子神）。摂社。
- 産宮神社 - 安産のお砂所。
- 葦原国分社
- 天の浮橋分社

## 祭事
- 春大祭 - 5月3日
- 夏祭 - 7月8日
- 八百萬神社祭 - 9月1日

## 神徳
- 健康長寿
- 良縁堅固
- 夫婦和合
- 安産の塩砂

## アクセス
車
- 徳島・神戸方面

神戸淡路鳴門自動車道「西淡三原インターチェンジ」より県道31号・うずしおライン経由で約6km
神戸淡路鳴門自動車道「榎列バスストップ」より県道66号経由で約1km
- 洲本方面

国道28号「養宜上交差点」より県道126号経由で約5km
バス
- らん・らんバス「おのころ島神社」下車

## その他
- 2006年（平成18年）3月3日に辺見えみりが自身のブログの中で、木村祐一との交際が始まる以前に当社を参拝し、縁結びのお守りを購入していたことを明かした。これが影響し、それまで1日に2、3人程度であった参拝客が10倍以上増加したという（女性セブン）。なお、辺見えみりは同年の12月17日に再び当社を訪れているとのことである（おのころ島神社）。